# 石韞玉
石韞玉（1755年—1837年），字執如，號琢堂，晚號獨學老人，又號花韻庵主人。江苏吴县人。清朝状元、政治人物。

## 生平
生于乾隆二十年（1755年），乾隆五十五年（1790年）清高宗八旬万寿恩科状元，授翰林院修撰。乾隆末，由湖南学政入川，成为好友张问陶岳父四川布政使林儁的幕僚，历任四川重庆府知府兼川东道、陝西潼商道、山東按察使、山東布政使(攝)。卒于道光十七年（1837年）。
为乾隆五十四年（1789年）探花劉鳳誥的《存悔斋集》作序。

## 著作
曾撰寫《紅樓夢傳奇》，為早期根據《紅樓夢》改編的戲曲之一。友高鹗、同年張問陶。